# التيار الإصلاحي الديمقراطي
التيار الإصلاحي الديمقراطي هو تيار منشق عن حركة التحرير الوطني الفلسطيني - فتح وهو تابع للقيادي السابق في حركة فتح محمد دحلان وصديقه القيادي أيضاً السابق في حركة فتح سمير المشهراوي.